# Jonathan Caldwell
Jonathan Caldwell (Bangor, 18 juni 1984) ia een golfprofessional uit Noord-Ierland.
Caldwell is lid van de Clandeboye Golf Club, waar hij op 16-jarige leeftijd een scratch handicap had. Zomers speelt hij bijna dagelijks 36 holes. Hij studeerde aan de Universiteit van Alabama, waar ook Gareth Maybin studeerde. Hij won twee toernooien op det College Circuit.
In 2007 speelde hij de Walker Cup.

## Teams
- Walker Cup: 2007

## Professional
Caldwell had handicap +4 toen hij in 2008 als amateur naar de Tourschool ging en daar de Stage 1 won. Hij werd professional en haalde de Finals, waar hij op de 31ste plaats eindigde en een kaart kreeg voor de Europese PGA Tour. Het lukte hem niet die te behouden dus in 2010 speelde hij op de Europese Challenge Tour. 
In 2011 speelde hij onder meer op de Hi5ProTour, waar hij tweede werd in Spanje. In september won hij weer Stage 1 van de Tourschool.

### Gewonnen
- 2008: Stage 1 van de Tourschool
- 2011: Stage 1 van de Tourschool